# Västerören (Saltvik, Åland)
Västerören är ett skär i Åland (Finland). Det ligger i Skärgårdshavet och i kommunen Saltvik i landskapet Åland, i den sydvästra delen av landet. Ön ligger omkring 34 kilometer nordöst om Mariehamn och omkring 260 kilometer väster om Helsingfors.
Öns area är 3,6 hektar och dess största längd är 330 meter i nord-sydlig riktning. Trakten är glest befolkad. Närmaste större samhälle är Finström, 19,3 km sydväst om Västerören.